# Highstead
Highstead – wieś w Anglii, w hrabstwie Kent. Leży 47 km na wschód od miasta Maidstone i 93 km na wschód od centrum Londynu.